# Сайкин, Пётр Дмитриевич
Пётр Дми́триевич Са́йкин (1903, Кожухово, Московская губерния — 1927, СССР) — советский военнослужащий, пограничник.

## Биография
Родился в 1903 году в деревне Кожухово Московской губернии в крестьянской семье.
Окончил начальную школу, занимался крестьянским хозяйством. В 1925 году призван в Красную армию, служил в Ленкоранском пограничном отряде. В мае 1927 года, доставляя донесение командира заставы в комендатуру, попал в засаду в балке Шандам-Калан. Получив многочисленные ранения, вёл бой с бандитами до подхода подкрепления. Умер при эвакуации пограничниками-красноармейцами на заставу. Был похоронен на заставе, на могиле установлен памятник-бюст.

## Память
- Место, где произошел бой, известно как «Балка Сайкина» и там установлен памятный знак.
- В 1968 году имя П. Д. Сайкина присвоено пограничной заставе Ленкоранского пограничного отряда, ныне это пограничная застава «Суаргом» Владикавказского пограничного отряда[1].
- В 1928 году именем Петра Сайкина в Москве названа улица (бывшая Живинская), по которой получил название Сайкинский путепровод[2], а на доме № 1 имеется мемориальная доска герою.
- Его имя носила пионерская дружина 506-й средней школы Москвы.